# Sorocea briquetii
Sorocea briquetii là một loài thực vật có hoa trong họ Moraceae. Loài này được J.F. Macbr. miêu tả khoa học đầu tiên năm 1931.